# Anampses lennardi
Anampses lennardi là một loài cá biển thuộc chi Anampses trong họ Cá bàng chài. Loài này được mô tả lần đầu tiên vào năm 1959.

## Từ nguyên
Từ định danh của loài được đặt theo tên của Fynes Barrett-Lennard, người đã thu thập nhiều mẫu vật bò sát-lưỡng cư học và ngư học cho Bảo tàng Tây Úc, có lẽ bao gồm cả loài cá này.

## Phạm vi phân bố và môi trường sống
A. lennardi là loài đặc hữu của Úc, được ghi nhận từ vịnh Carpentaria trải dài đến vịnh Shark. A. lennardi sống gần những rạn san hô trên nền đáy đá vụn và tảo ở độ sâu đến ít nhất là 25 m.

## Mô tả
A. lennardi có chiều dài cơ thể tối đa được biết đến là 28 cm. Cá cái có các vệt sọc màu vàng và màu xanh lam dọc theo chiều dài cơ thể, cũng như trên đầu. Vây đuôi có màu vàng. Cá đực có màu sắc sặc sỡ hơn: nửa thân sau là màu xanh lam nhạt, nửa thân trước có các màu nâu đỏ và vàng lục. Đầu có màu xanh lục. Cá con có màu đen, vây lưng màu vàng, lốm đốm trắng trên đầu cùng các vệt sọc trắng ở hai bên thân.
Số gai ở vây lưng: 9; Số tia vây ở vây lưng: 12; Số gai ở vây hậu môn: 3; Số tia vây ở vây hậu môn: 12.

## Sinh thái học
Thức ăn của A. lennardi chủ yếu là những loài thủy sinh không xương sống. Chúng có thể bơi theo cặp hoặc sống đơn độc.
A. lennardi thường được đánh bắt trong ngành buôn bán cá cảnh, và cũng được đánh giá là một loài cá có thịt khá ngon.